# 长尾棘蜥
长尾棘蜥（学名：Acanthosaura longicaudata），一种于中国云南省南部江城哈尼族彝族自治县嘉禾乡发现的爬行动物，隶属于鬣蜥科（飞蜥科）棘蜥属。